# جاك أرنولد (لاعب دوري الرغبي)
جاك أرنولد (بالإنجليزية: Jack Arnold)‏ هو لاعب دوري الرغبي أسترالي، ولد في عقد 1920.